# علم داكوتا الجنوبية

علم ولاية داكوتا الجنوبية

علم ولاية داكوتا الجنوبية مابين عامي 1909 - 1963

أعتمد علم ولاية داكوتا الجنوبية الحالي في يوم 9 تشرين الثاني - نوفمبر من سنة 1992 م. ويتكون علم الولاية من شعار النبالة للولاية محاطة بأشعة الشمس وتحيط بهذه الأشعة بشكل دائري كتابة باللون الذهبي لداكوتا الجنوبية في النصف العلوي من الدائرة ولجبل راشمور في النصف السفلي (يختوي هذا الجبل على نصب لأوجه أربع من رؤساء الولايات المتحدة وهم : جورج واشنطن، توماس جيفرسون، ثيودور روزفلت وأبراهام لينكون) تكون مرتبة بشكل دائري يحيط بأشعة الشمس تكون مستندة على زرقاء اللون حيث يرمز اللون الأزرق إلى السماء.